# Hansruedi Scheller

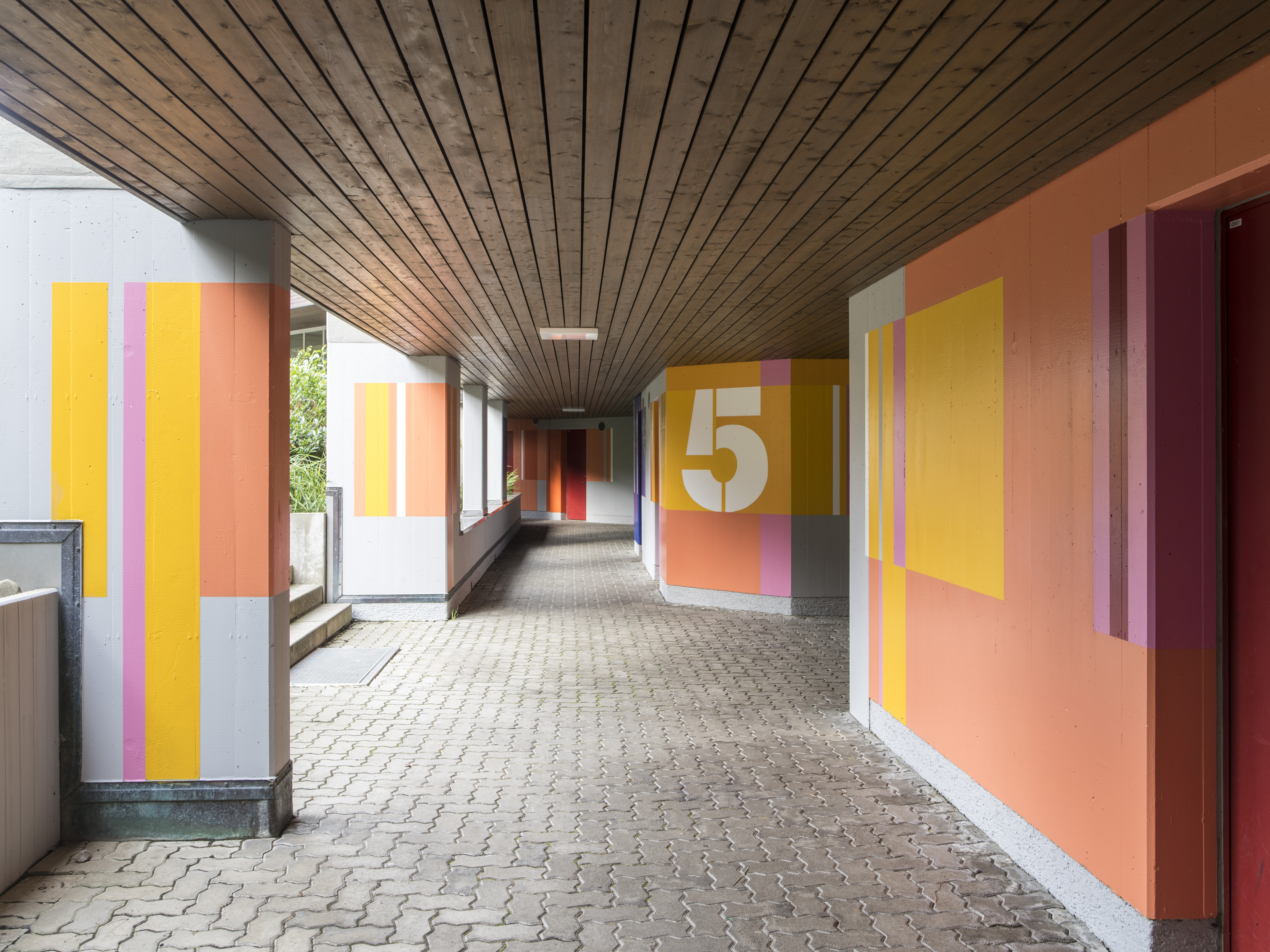
ABZ-Siedlung Rütihof 1: Kunst am Bau von Hansruedi Scheller

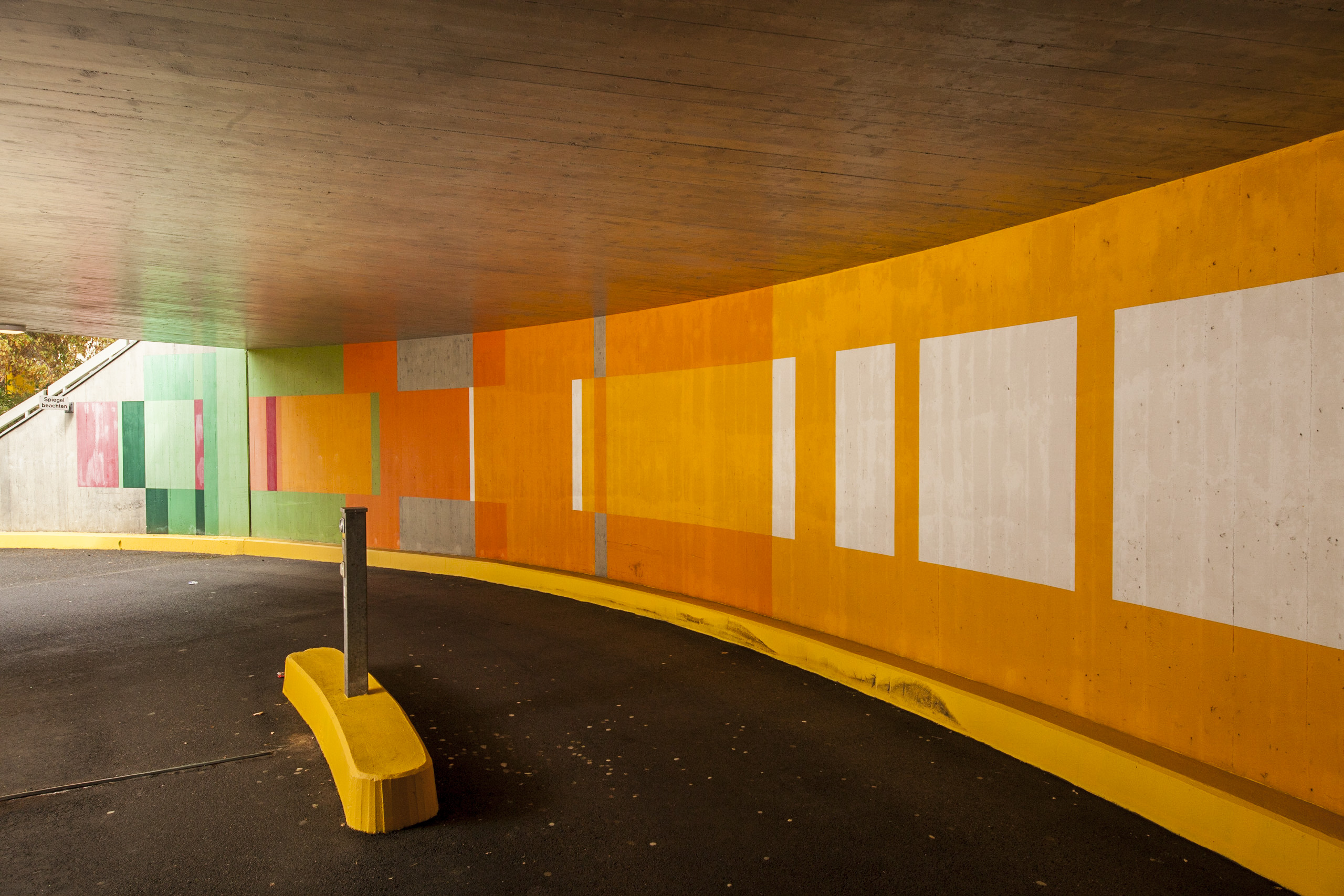
ABZ-Siedlung Rütihof 1: Kunst am Bau von Hansruedi Scheller Garageneinfahrt

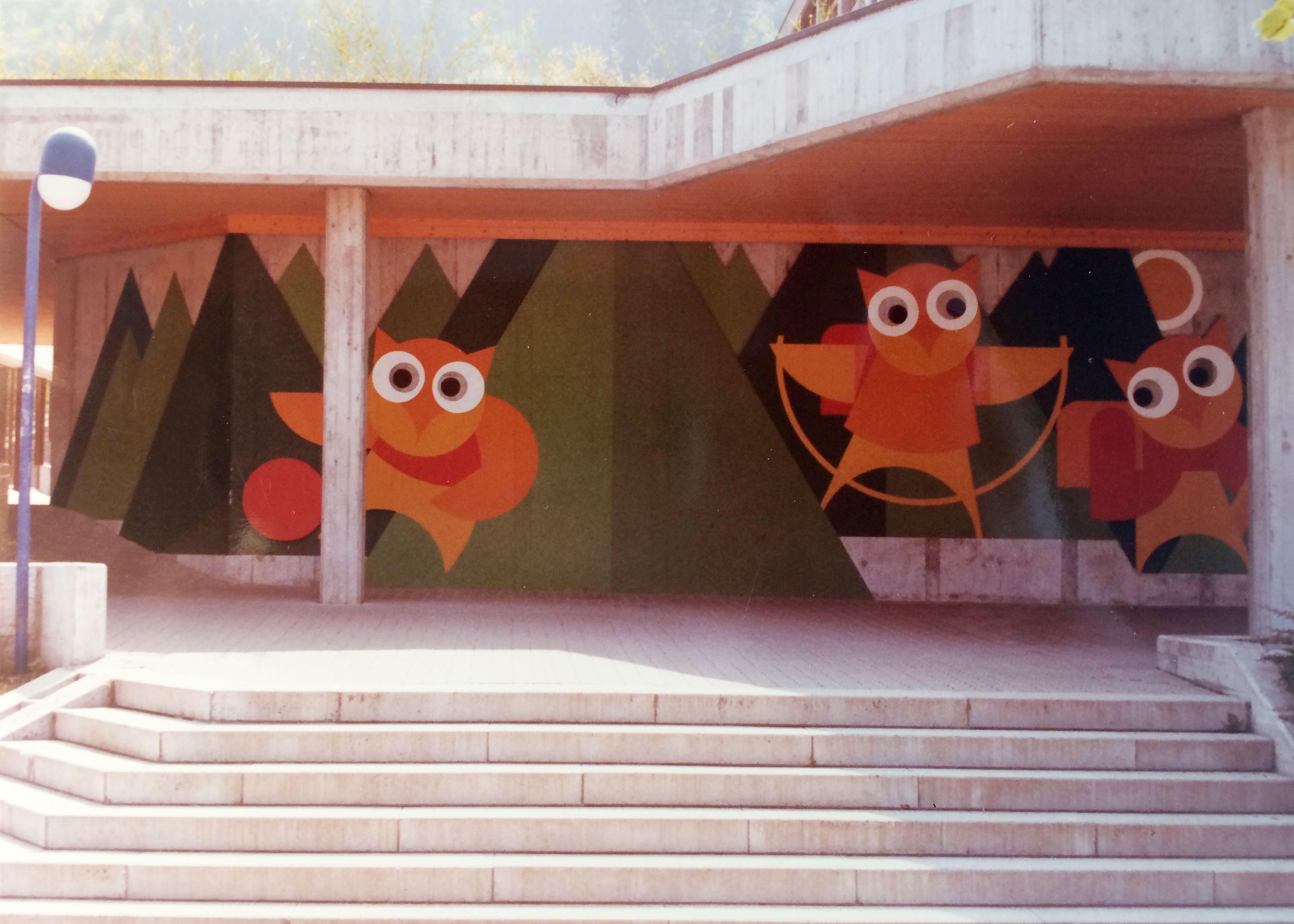
Horgen Schul- und Sportanlage Waldegg: Wandgestaltung von Hansruedi Scheller

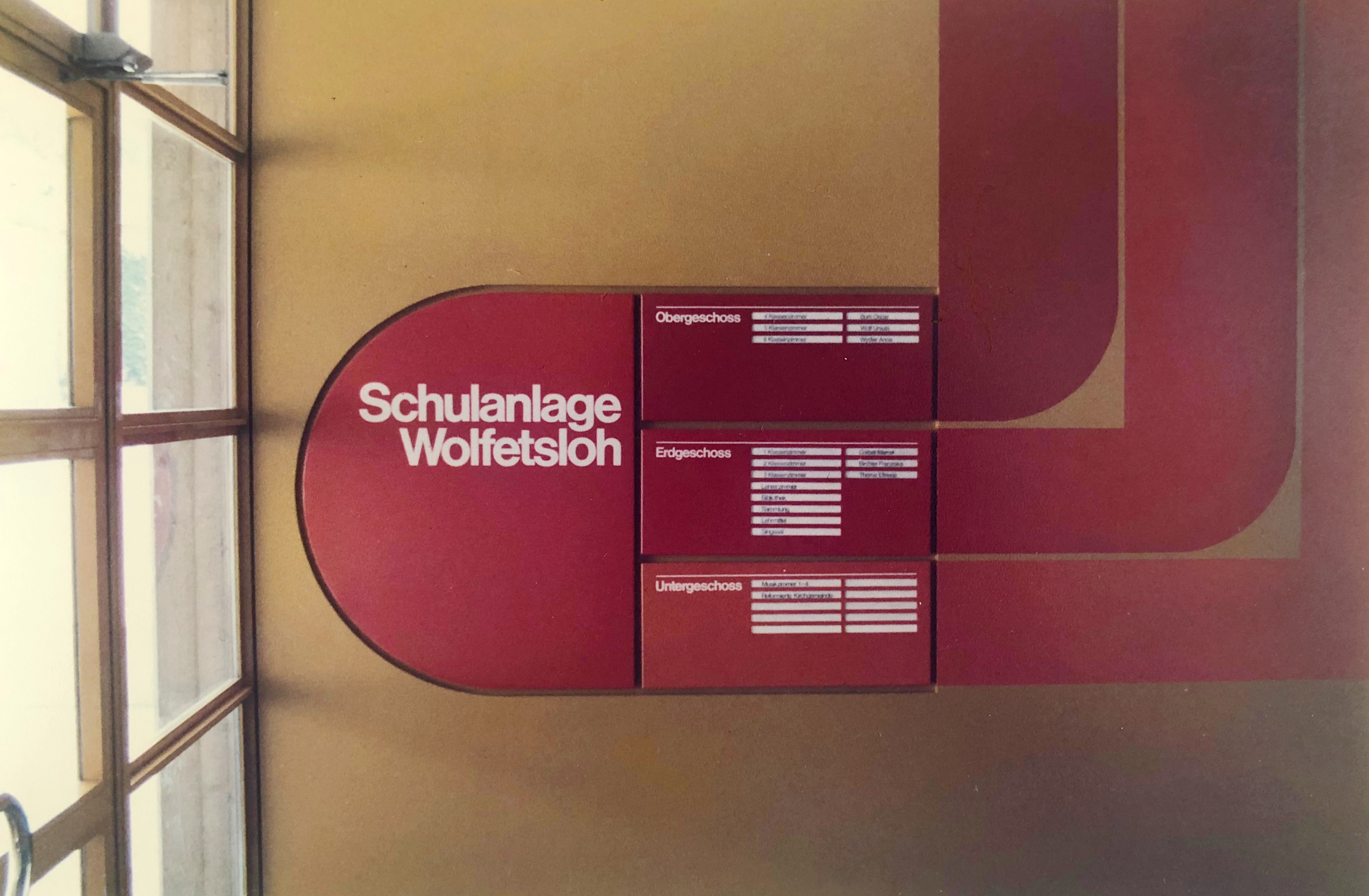
Wettswil Schulanlage Wolfetsloh: Leitsystem von Hansruedi Scheller

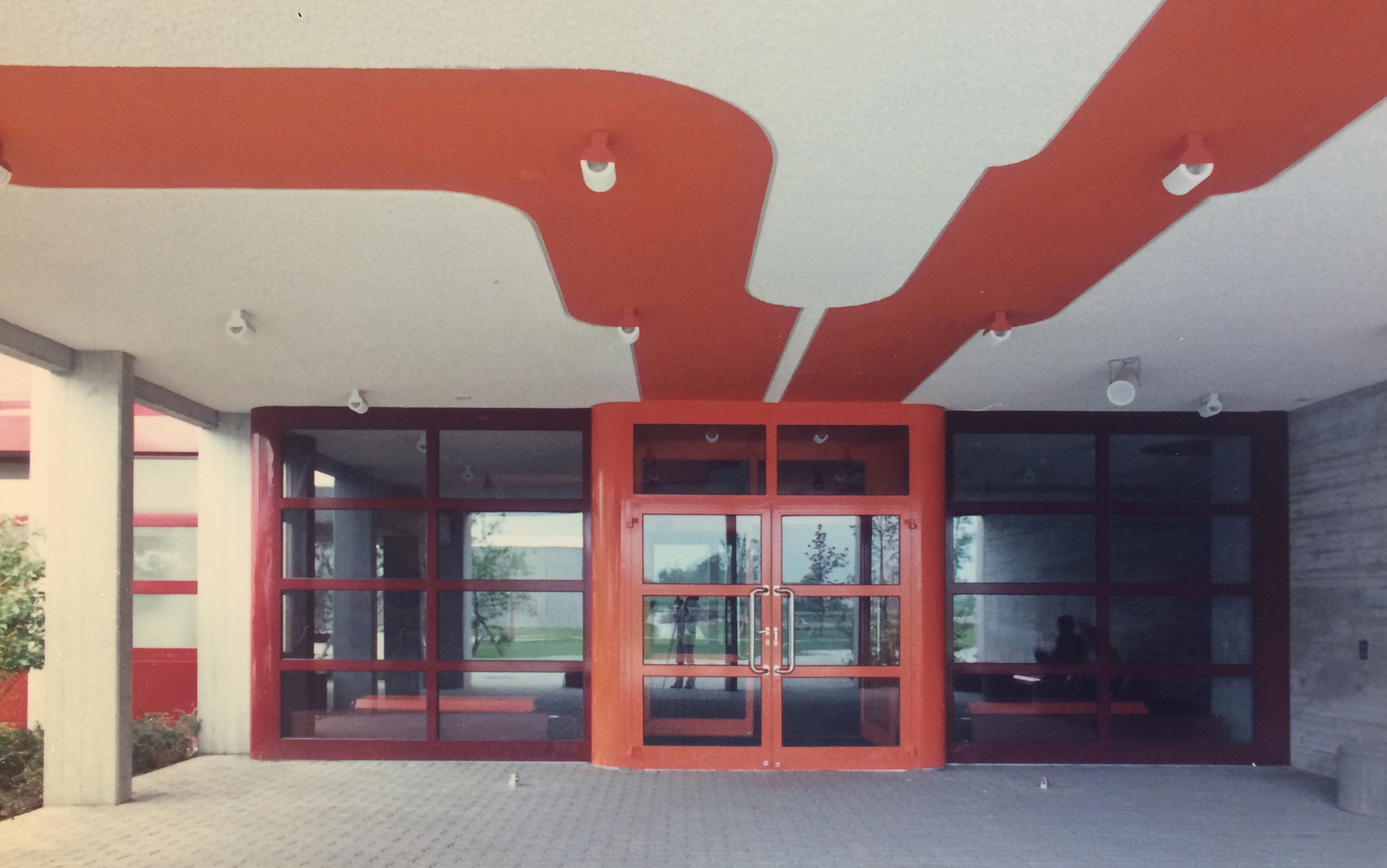
Wettswil Schulanlage Wolfetsloh: Deckenorientierung von Hansruedi Scheller

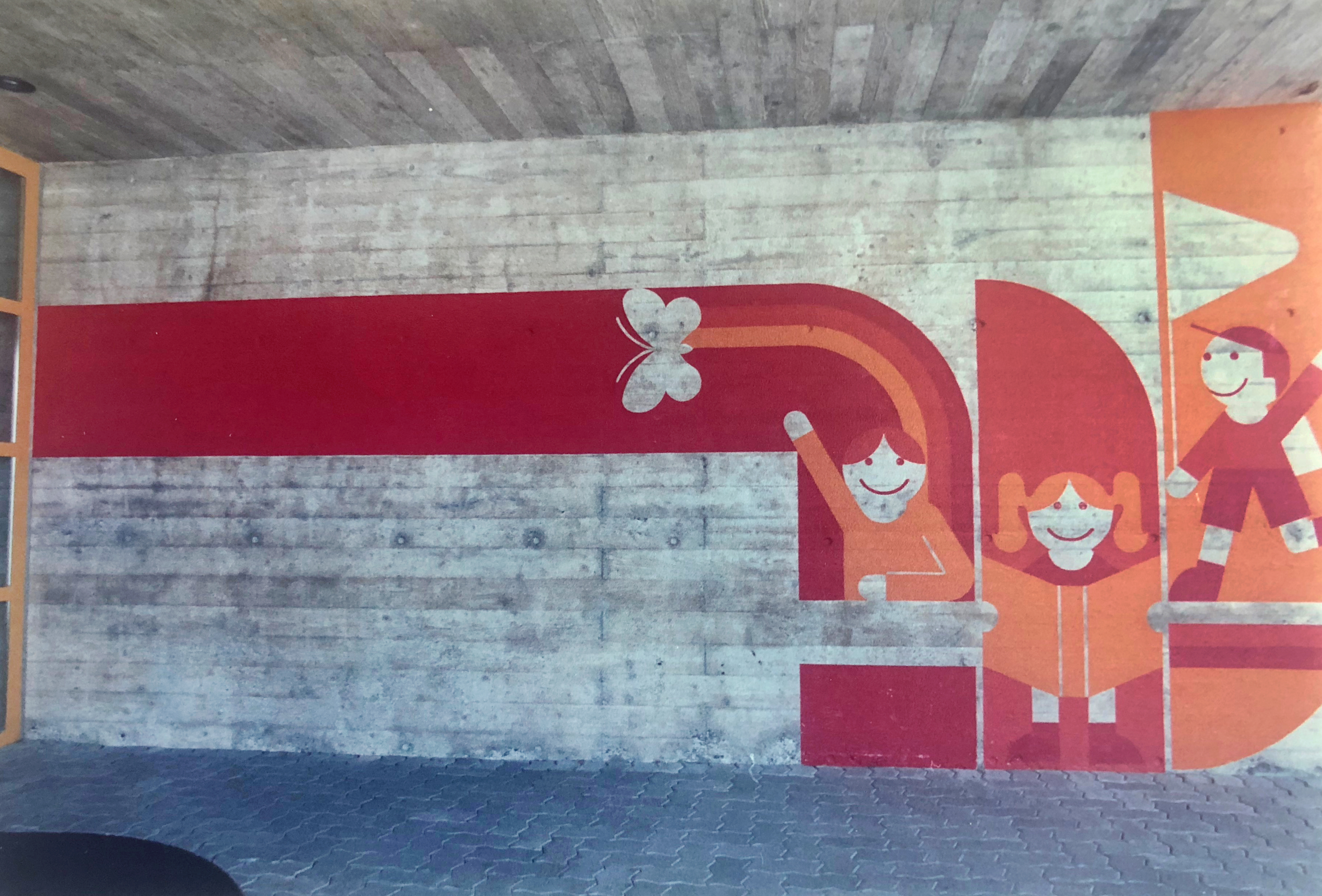
Wettswil Schulanlage Wolfetsloh: Wandgestaltung von Hansruedi Scheller

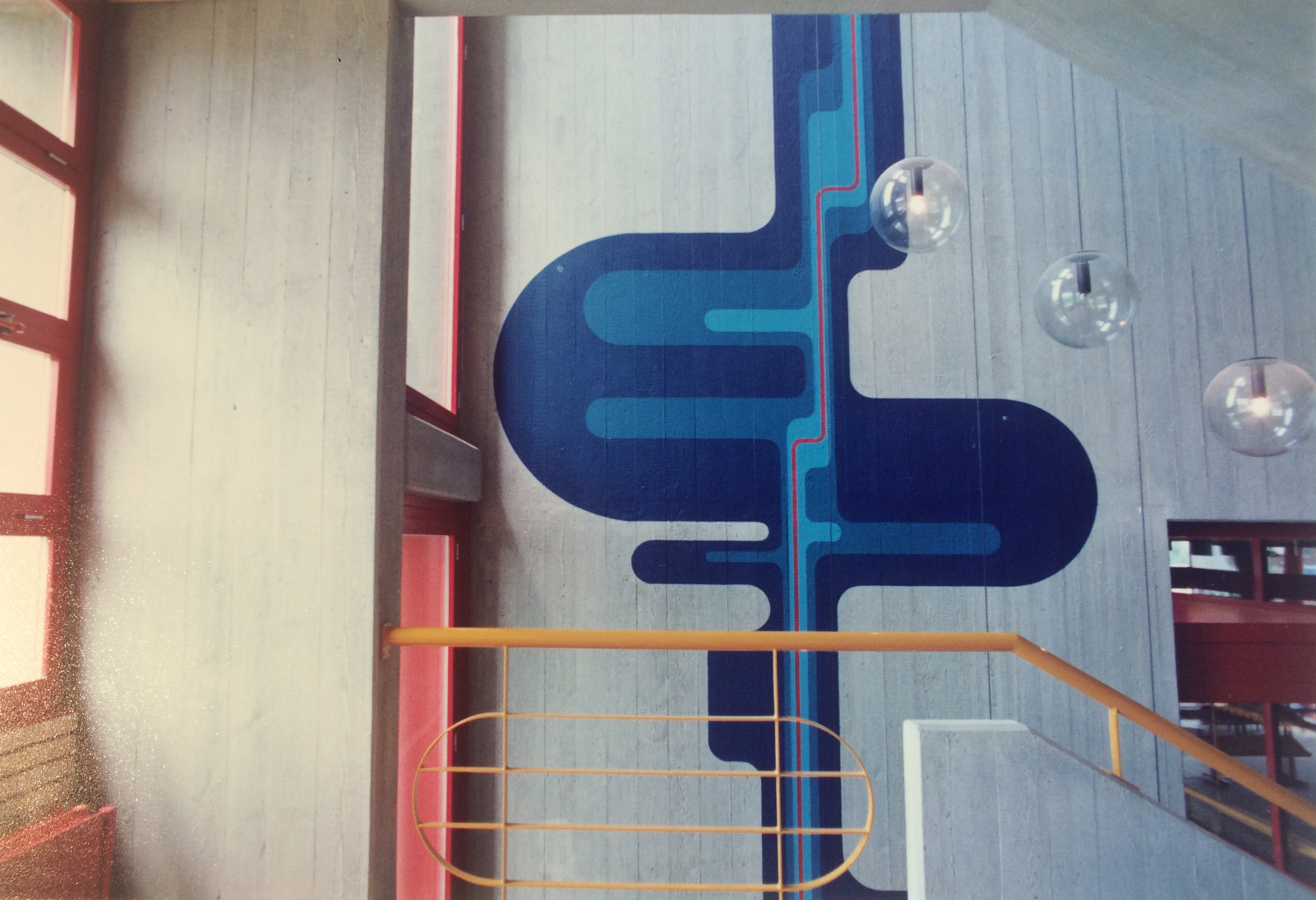
Bülach Schulanlage Schwerzgrueb: Wandgestaltung von Hansruedi Scheller

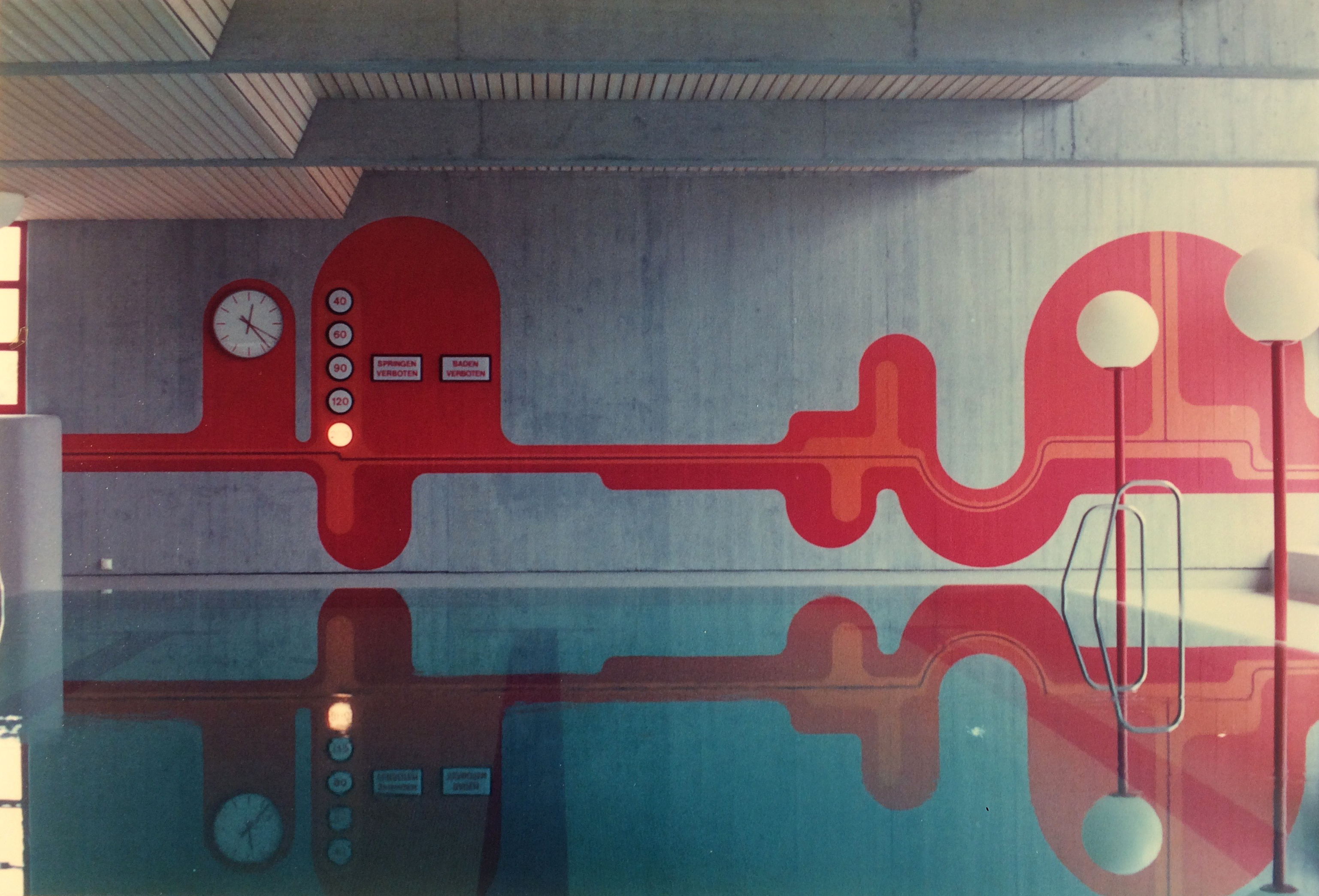
Bülach Schulanlage Schwerzgrueb Hallenbad: Wandgestaltung von Hansruedi Scheller

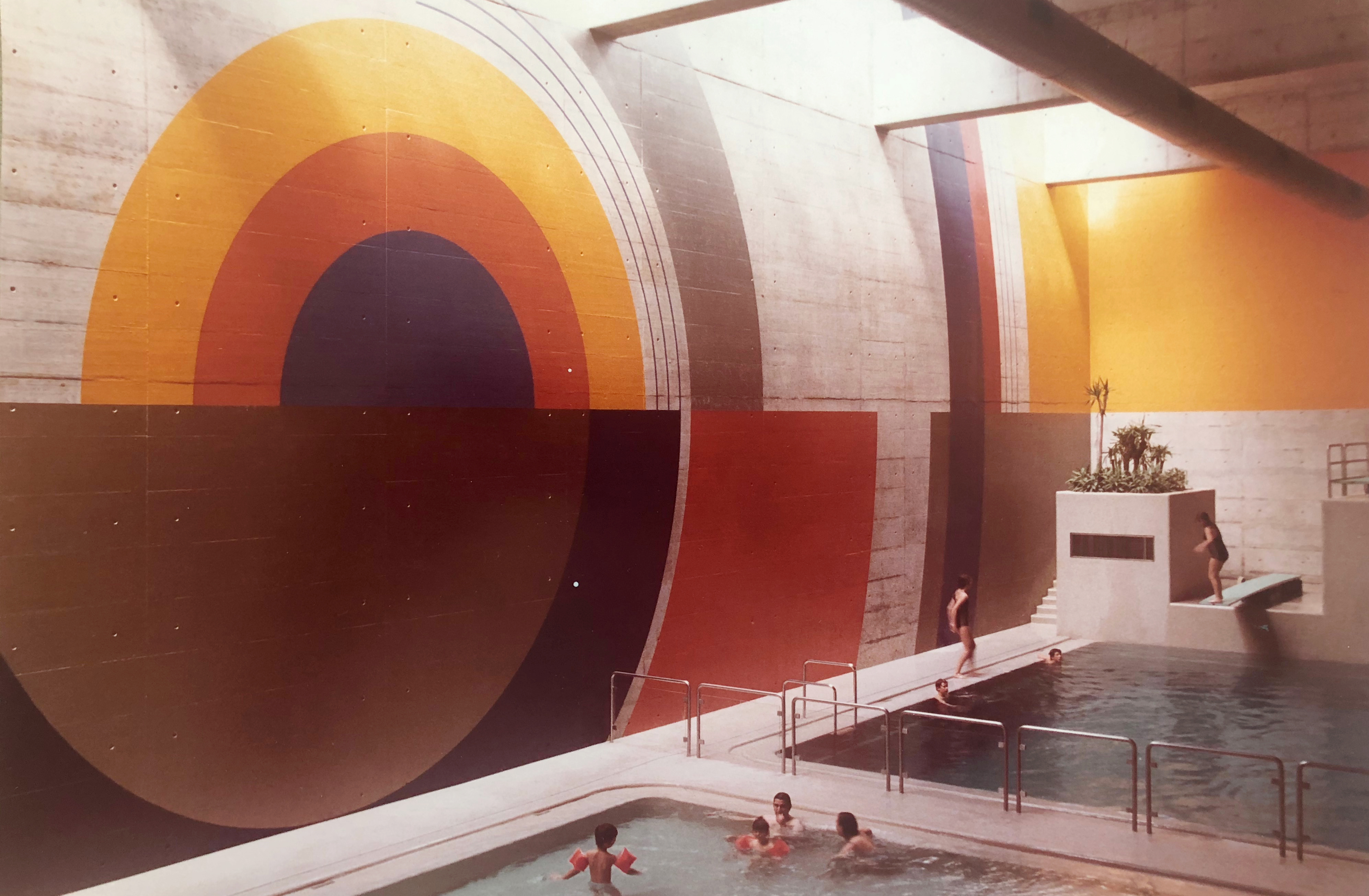
Wallisellen Hallenbad: Wandgestaltung von Hansruedi Scheller

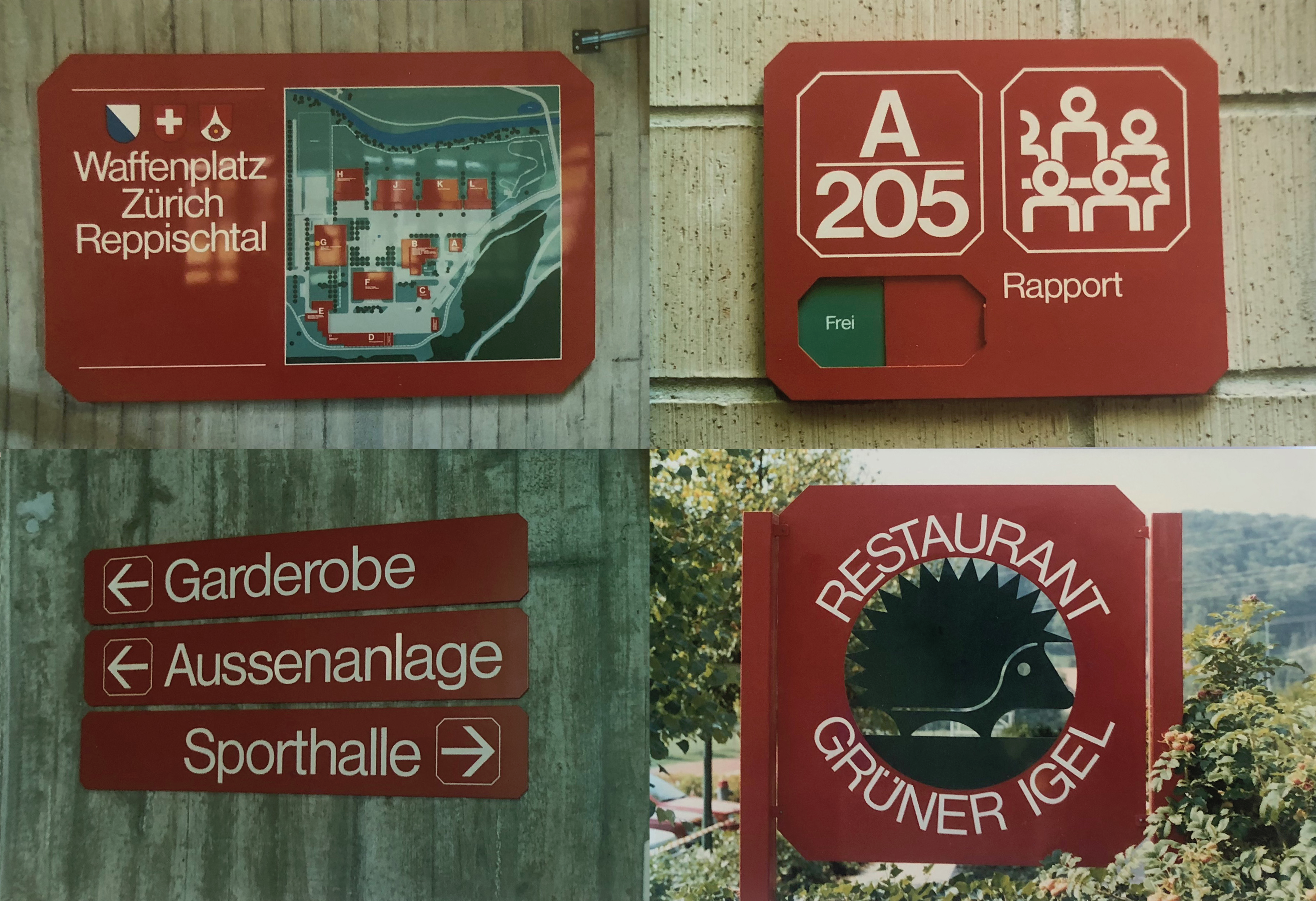
Birmensdorf Kaserne Reppischtal: Orientierungstafeln von Hansruedi Scheller

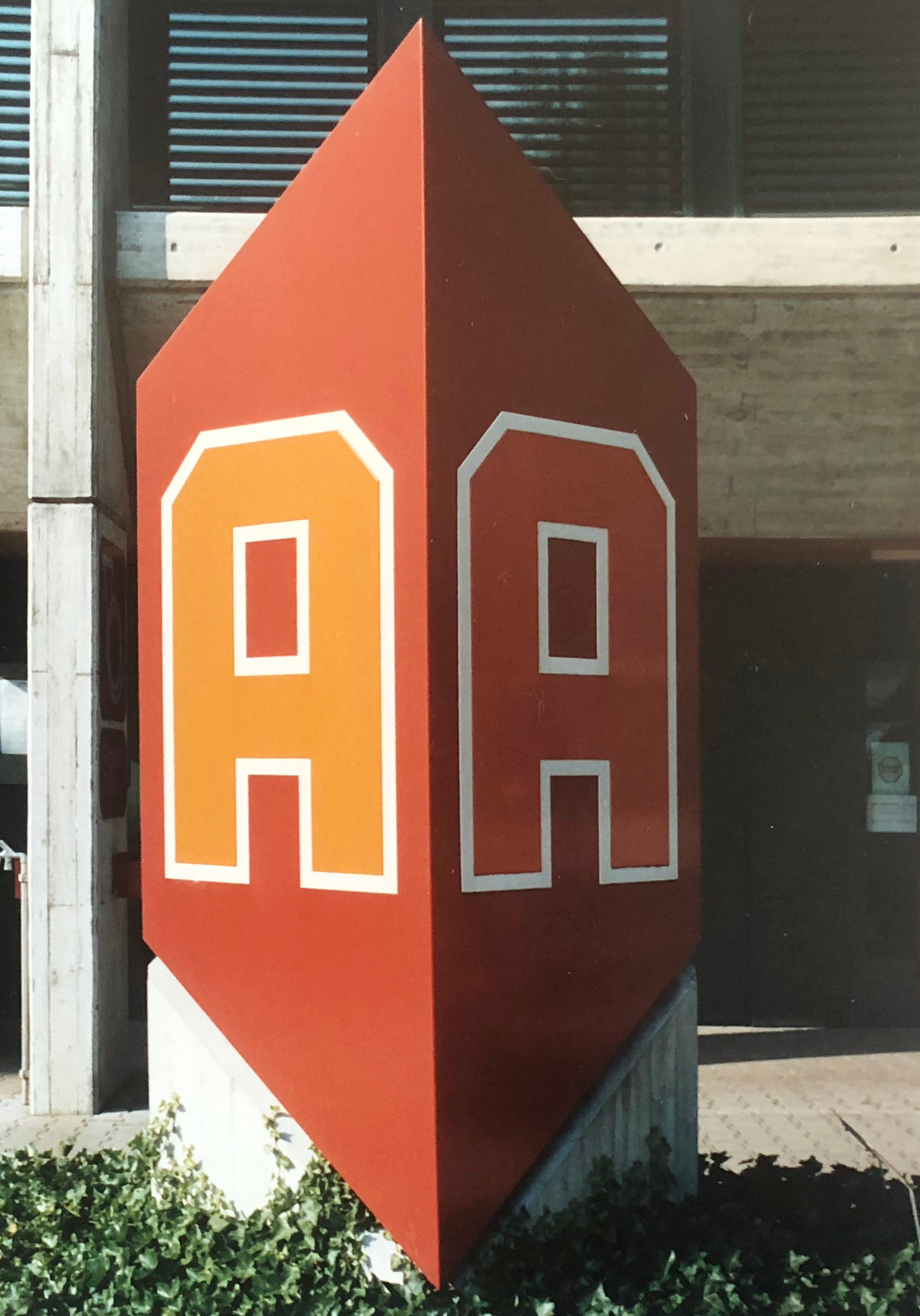
Birmensdorf Kaserne Reppischtal: Orientierungsstele von Hansruedi Scheller

Hansruedi Scheller (* 4. April 1931 in Kilchberg ZH; † 15. Oktober 2007 in Zürich) war ein Schweizer Grafiker, Ruderer und Orientierungsläufer.

## Leben und Wirken

### Sportkarriere
Hansruedi Scheller wurde als Ruderer zwölf Mal Schweizer Meister (im Achter sowie im Vierer mit und ohne Steuermann) und 1959 Europameister im Vierer ohne Steuermann (mit Emil Ess, Rolf Streuli und Göpf Kottmann). Bei den Olympischen Spielen 1960 in Rom gehörte Scheller zum Schweizer Aufgebot im Achter, mit dem er nach einem dritten Platz in den Hoffnungsläufen ausschied. Zudem errang er in den 1950er-Jahren sieben Schweizer Meistertitel im Orientierungslauf (viermal Einzelmeister und dreimal Mannschafts-OL-Meister).
Zweimal wurde er als Sportler des Jahres ausgezeichnet, 1959 in der Kategorie «Team» mit dem erfolgreichen Vierer ohne Steuermann und 1977 in der Kategorie «Künstler» für sein künstlerisch-grafisches Schaffen in Verbindung mit dem Sport.

### Atelier Scheller
Scheller gehörte von den 1960er- bis in die frühen 1990er-Jahre zu den richtungsweisenden Schweizer Grafikern. Unter dem Firmennamen «Atelier Scheller» entwarf er Plakate, zahlreiche Signete für Verbände und Firmen. Das wohl bekannteste darunter war das gemeinsame Logo der Vereinigung Schweizerischer Kantonalbanken, das ab 1981 in seiner Originalform im Einsatz stand und heute noch in  abgeänderter Version Verwendung findet. Schellers wegweisende Pionierleistung bestand in der Entwicklung von Wegleitsystemen, die er für rund 250 Grossbauten mit Schwerpunkt im Kanton Zürich realisierte. Seine Arbeiten in Gemeinde- und Einkaufszentren, Sport- und Schulanlagen, Hallenbädern, Tiefgaragen, Heimen, Spitälern und Kasernen standen am Anfang der heutigen Disziplin Signaletik. Scheller wurde von renommierten Architekturbüros wie Esther und Rudolf Guyer, Schwarzenbach und Maurer oder Hertig, Hertig, Schoch beigezogen.
Scheller entwickelte Orientierungssysteme für komplexe Bauten. Sie sollten Orientierung stiften und gleichzeitig die Aufenthaltsqualität verbessern – Scheller sprach von «Humanisierung der Architektur». Sein Instrumentarium umfasste Farbkonzepte, Orientierungstafeln, Übersichtspläne, Wegweiser, Beschriftungen, Leuchten, Einrichtungsgegenstände sowie Reliefs, Wand- und Deckenbemalungen an der Grenze zur Kunst am Bau. Zum Einsatz kamen hochwertige Materialien wie emaillierter (später pulverbeschichteter) Stahl, Acrylfarben, Aluminium und Plexiglas. Die Arbeiten waren stets eng mit der Architektur verbunden und Teil der Gesamtgestaltung; entsprechend intensiv war die Zusammenarbeit mit den Architekturbüros. Das «Atelier Scheller» am Zürcher Münsterhof mit mehreren Angestellten führte die Arbeiten meist vom Konzept bis zur Montage selber aus.
Der an der Kunstgewerbeschule Zürich ausgebildete Scheller orientierte sich formal am modernen Kunstschaffen wie der Zürcher Schule der Konkreten, unterwarf seine Entwürfe jedoch nie mathematischen Ordnungen. Seine Suche galt nicht der Poesie der Proportionen, sondern der Frage, wie Gestaltung in komplexen Räumen möglichst einfach und angenehm Orientierung stiften kann. Meist ging er von Motiven mit einem thematischen Bezug zum Gebäude aus – menschliche Figuren, Tiere, Pflanzen oder Werkzeuge –, die er in einfache Formen auflöste. Was so entstand, heisst heute Piktogramm. Oft führte Scheller von Übersichtstafeln oder Piktogrammen am Eingang her Farbstreifen bis zu den Zielräumen und setzte sie zur Gestaltung von Fluren und Treppenhäusern ein.

### Privates
Scheller stammte aus einer Schiffer-Familie aus dem Ortsteil Schooren in der Gemeinde Kilchberg am Zürichsee. Mit seinem älteren Bruder Heinrich teilte er die Leidenschaft für den Rudersport. Er war verheiratet mit Rosemaria Scheller-Calonder, hatte vier Kinder und wohnte auf dem Horgenberg.

## Werke (Auswahl)
Signaletik
- Sporthalle Langweg. Alte Landstrasse 32, Oberrieden: Wegleitung, Farbgebung 2007 (Architektur: MN Architekten, Wegmüller Partner Architekten).[9]
- Wohnsiedlung Rütihof 1 der Allgemeinen Baugenossenschaft Zürich, Rütihofstrasse 1–19: Wandbemalung am Erdgeschoss 1984 (Architektur: Schwarzenbach + Maurer).[10][11]
- Schul- und Sportanlage Waldegg. Waldeggstrasse 5, Horgen: Figuren, Wandbilder, Wegleitung, Farbgebung 1981 (Architektur: Walter Hegetschweiler).
- Sparkasse Limmattal, Zürich: Farbgebung, Corporate Design 1976 (Architektur: Schwarzenbach und Maurer).[12]
- Hallenbad Geiselweid. Pflanzschulstrasse 6A, Winterthur: Grafische Gestaltung 1974 (Projektverfasser/Ausführungspläne: Hertig, Hertig, Schoch).[13]
- Gewerbeschulhaus Unterstrass, Zürich. Farbgebung, Wegleitung, Leuchten 1973 (Architektur: Esther und Rudolf Guyer).[14]
- Hallenbad Buchholz. Hallenbadweg 3, Uster: Wegleitung, Farbgebung 1973 (Architektur: Hertig, Hertig, Schoch).[15][16]

Grafikdesign
- ASG Grafiker! 1991/92 Für die Region Zürich. Herausgegeben von der Arbeitsgemeinschaft Schweizer Grafiker, 1991, S. 54 f.
- ASG Grafiker! 1988/89 Für die Region Zürich. Herausgegeben von der Arbeitsgemeinschaft Schweizer Grafiker. Chamaeleon Verlag, Zürich 1988, ISBN 978-3-905274-11-0, S. 64 f.
- ASG Grafiker! 1986/87 Für die Region Zürich. Herausgegeben von der Arbeitsgemeinschaft Schweizer Grafiker, Chamaeleon Verlag, Zürich 1986, ISBN 3-905274-08-6, S. 84 f.[17]
- Was wir machen wer wir sind, ASG Grafiker! 1984/85 Für die Region Zürich Herausgegeben von der Arbeitsgemeinschaft Schweizer Grafiker, Basel 1984, S. 110 f.
- ASG-Idee 91. Schweizer Grafiker zur Landi 91. Konzepte, Ideen, Gedanken. Herausgegeben von der Arbeitsgemeinschaft Schweizer Grafiker, Zürich 1981, Idee Nr. 22: Landi 1991 zentralisiert auf dem See.
- Handbuch der Schweizer Grafiker 1975–79. Herausgegeben von Alfred Bertschi Annoncen, Zürich 1979, DNB 209901772, S. 144 f.
- Handbuch der Schweizer Grafiker und Fotografen 1971. Herausgegeben von Märkte und Medien Verlagsgesellschaft, Hamburg 1971, S. 120 f.[18]

## Publikationen
Schriften zum Werk
- Ruedi Weidmann, Thomas Bruggisser: Hansruedi Scheller - Signaletikpionier. Triest Verlag für Architektur, Design und Typografie, Zürich 2024, ISBN 978-3-03863-078-4.
- Annemarie Neser: Architekturfarbigkeit der 1970er Jahre in Berlin und Zürich – zur Geschichte der Farbkultur für den Umgang mit Farbe in Gegenwart und Zukunft. In: Axel Buether: DETAIL Praxis Farbe : Visuelle Raumwirkung und Kommunikation. Detail, München, 2014, S. 80–87, ISBN 978-3-92003-496-6

Grafik
- Ein Grafiker aus Kilchberg hinterliess schweizweit seine Spuren. In: Tages-Anzeiger. 25. März 2024.
- Feuerwehr im Wandel der Zeit. In: Horgner Jahrheft 1999 (grafische Gestaltung).
- 1. August-Abzeichen 1990 in 1. August.ch.
- Plakat Sonntagsschule 1982 in poster-gallery.com.
- Plakatwettbewerb zur nationalen Energiesparkampagne. In: Der Bund. Band 129, Nummer 72, 29. März 1978, S. 40 (1. Preis Plakatwettbewerb).
- Brot für Brüder erhält neues Signet. In: Thuner Tagblatt. Band 100, Nummer 12, 16. Januar 1976, S. 6 (Signet und Plakat).
- Der neue Sporthilfe-Kleber. In: Thuner Tagblatt. Band 99, Nummer 257, 3. November 1975, S. 12.
- Plakate werben Blutspender. In: Der Bund. Band 126, Nummer 288, 9. Dezember 1975, S. 9 (3. Preis Plakatwettbewerb).
- Swiss-Ski Pool Center WM74 bereits in Betrieb. In: Walliser Bote. 31. Januar 1974, S. 9 (Signet).
- Neuer Sporthilfe-Kleber. In: Der Bund. Band 124, Nummer 256, 1. November 1973, S. 29.
- Plakat zur Schweizer Mustermesse Basel 1972 im Online-Archiv des Staatsarchivs Basel-Stadt.
- Schwungvolle Mustermesse 1972 «Motto: Vitale Rotation». In: Mittex. Band 79, Heft 1, 1972, S. 114.
- Erweitertes Aktionsprogramm der Schweizer Sporthilfe. In: Der Bund. Band 122, Nummer 74, 30. März 1971, S. 17 (Signet und Kleber).
- Danzas Plakat 1968. In: Historisches Lexikon der Schweiz.
- Buchbesprechung «Lerne Orientierungslaufen». In: Der Fourier. Band 37, Heft 12, 1964, S. 454 (grafische Gestaltung).
- 50 Jahre OLVZ 2005 (Memento vom 11. Juli 2021 im Internet Archive). OLVZ-Signet, S. 6, 10; 1. Schweizer-OL-Tag 1961 und SOLV Signete, S. 13; Standgestaltung für die Ausstellung «Sport im Kanton Zürich» 1977, S. 16 (PDF; 16,7 MB).
- Neue Sportliteratur: Wenn die Aktiven Bücher schreiben… Ein einzigartiges Produkt: das «Handbuch für Orientierungslauf». In: Der Bund. Band 110, Nummer 400, 20. September 1959, S. 7 (grafische Gestaltung).

Sport
- Aus der Galerie berühmter Zeitgenossen: Hansruedi Scheller, Thalwil. In: Nebelspalter. 1960, Band 86, Heft 1, S. 39.
- Schweizer Olympiawettkämpfer für Ungarnhilfe im Einsatz. In: Neue Zürcher Nachrichten. Nummer 279, 29. November 1956, Ausgabe 02, S. 1.
- Rudern: Drei Schweizer Boote für Melbourne. In: Der Bund. Band 107, Nummer 423, 10. September 1956, S. 7.
- Les championnats d’été de l’armée à Liestal: La Cp. Fus. II/64 gagne en élite. In: Journal et feuille d’avis du Valais. 17. Juni 1958, S. 1.
- 50 Jahre OLVZ 2005 (Memento vom 11. Juli 2021 im Internet Archive). Gründungsmitglied OLVZ 1955, S. 6; Bahnleger/Organisator, S. 8 f. 42 (1. Zürcher Einzel-OL), S. 60 f. (PDF; 16,7 MB).